# 似长吻鳄龙属
似长吻鳄龙属（学名：Gavialimimus）是滄龍科的一属，發現於摩洛哥。

## 下属物种
本属包括以下物种：
- Gavialimimus almaghribensis Strong, Caldwell, Konishi & Palci, 2020[2]